# Treorchy
Treorchy (Treorci in lingua gallese) è un centro abitato del Galles, situato nel distretto di contea di Rhondda Cynon Taf.